# 商品基金
商品基金是一种以投资活動為主的合伙组织，此類合夥組織通常包括一个主要合伙人和几个有限合伙人。这个主要的合伙人就是商品基金的经营者，他負責组织建立商品基金并承担无限损失风险。有限合伙人把他们的基金投入到商品基金中，承担的风险以投资的基金额为限。